# Bresslauius
Bresslauius is een geslacht van hooiwagens uit de familie Gonyleptidae.
De wetenschappelijke naam Bresslauius is voor het eerst geldig gepubliceerd door Mello-Leitão in 1935. 

## Soorten
Bresslauius omvat de volgende 2 soorten:
- Bresslauius debilis
- Bresslauius hirsutus